# Маршаниху
Маршаниху (абх. Маршаниху), до 1990-х годов (и в настоящее время в Грузии) Хумушкури (груз. ხუმუშქური) — село в Абхазии, в Гулрыпшском районе частично признанной Республики Абхазия, согласно административному делению Грузии — в Гульрипшском муниципалитете Абхазской Автономной Республики.

## Население
В 1959 году в селе Хумушкури (Владимировского сельсовета) жило 368 человек, в основном армяне (в Владимировском сельсовете в целом — 2577 человек, в основном русские и армяне). В 1989 году в селе жило 419 человек, в основном армяне.